# Germania Benedictina
Germania Benedictina ist ein 1965 begonnenes Projekt der Historischen Sektion der Bayerischen Benediktinerakademie (seit 2023: Benediktinische Akademie Salzburg). Es bietet eine ausführliche Darstellung der Klöster mit Benediktsregel, die im deutschen Sprachgebiet bestehen oder bestanden haben. Die Bände, mit Ausnahme der zeitlich zuerst erschienenen Bände II und V, erscheinen im hauseigenen EOS-Verlag der benediktinischen Erzabtei Sankt Ottilien. Hauptschriftleiter der Reihe war seit 1986 der in der Abtei Marienberg lebende Theologieprofessor Ulrich Faust OSB, der auch zahlreiche Bände der Reihe mitverfasste.
Von der Reihe „Germania Benedictina“ sind bisher folgende Bände erschienen:
- Bd. I: Ulrich Faust, Franz Quarthal: Die Reformverbände und Kongregationen im deutschen Sprachraum. 1999.
- Bd. II: Josef Hemmerle: Die Benediktinerklöster in Bayern. 1970. Ersetzt durch:
- Bd.  II, 1–3: Maria Hildebrand, Helmut Kaufmann, Helmut Flachenecker, Wolfgang Wüst, Manfred Heim: Die Männer- und Frauenklöster der Benediktiner in Bayern. 2014.
- Bd. III, 1–3: Ulrich Faust, Waltraud Krassnig: Die benediktinischen Mönchs- und Nonnenklöster in Österreich und Südtirol. 2000–2002.
- Bd. IV, 1–2: Friedhelm Jürgensmeier, Regina E. Schwerdtfeger: Die Mönchs- und Nonnenklöster der Zisterzienser in Hessen und Thüringen. 2011.
- Bd. V: Franz Quarthal: Die Benediktinerklöster in Baden-Württemberg. 1975.
- Bd. VI: Ulrich Faust: Die Benediktinerklöster in Niedersachsen, Schleswig-Holstein und Bremen. 1979.
- Bd. VII: Franziskus Büll, Friedhelm Jürgensmeier, Regina E. Schwerdtfeger: Die benediktinischen Mönchs- und Nonnenklöster in Hessen. 2004.
- Bd. VIII: Rhaban Haacke: Die Benediktinerklöster in Nordrhein-Westfalen. 1980.
- Bd. IX: Friedhelm Jürgensmeier: Die Männer- und Frauenklöster der Benediktiner in Rheinland-Pfalz und Saarland. 1999.
- Bd. X, 1–2: Christof Römer, Monika Lücke: Die Mönchsklöster der Benediktiner in Mecklenburg-Vorpommern, Sachsen-Anhalt, Thüringen und Sachsen. 2012.
- Bd. XI: Ulrich Faust: Die Frauenklöster in Niedersachsen, Schleswig-Holstein und Bremen. 1984.
- Bd. XII: Ulrich Faust: Die Männer- und Frauenklöster der Zisterzienser in Niedersachsen, Schleswig-Holstein und Hamburg. 1994.

Die beschriebenen Klöster sind jeweils in einem einheitlichen Schema dargestellt. Nach einer Einleitung erfolgt die Darstellung in den Abschnitten „Historische Namensformen“, „Politische und kirchliche Topographie“, „Patrone“, „Geschichtlicher Überblick“, „Wirtschaftliche, rechtliche und soziale Verhältnisse“, „Patronate und Inkorporationen“, „Bibliotheksgeschichte“, „Reihe der Äbte/Pröpste und Äbtissinnen“, „Gedruckte Quellen“, „Literatur“, „Archivalien“, „Ansichten und Pläne“, „Numismatik“ sowie „Sphragistik und Heraldik“.